# Malwarebytes (phần mềm)
Malwarebytes (trước đây là Malwarebytes Anti-Malware, viết tắt là MBAM) là một phần mềm chống phần mềm độc hại cho Microsoft Windows, macOS, Android và iOS để tìm và xóa phần mềm độc hại. Được phát triển bởi Malwarebytes Corporation, nó được phát hành lần đầu tiên vào tháng 1 năm 2006. Nó có sẵn phiên bản miễn phí, quét và loại bỏ phần mềm độc hại khi bắt đầu thủ công và phiên bản trả phí, cung cấp chức năng quét theo lịch, bảo vệ thời gian thực và flash máy quét bộ nhớ.

## Tổng quan
Malwarebytes (trước đây gọi là Malwarebytes Anti-malware) chủ yếu là một máy quét quét và loại bỏ phần mềm độc hại, bao gồm phần mềm bảo mật giả mạo, phần mềm quảng cáo và phần mềm gián điệp. Malwarebytes quét ở chế độ hàng loạt, thay vì quét tất cả các tệp được mở, giảm nhiễu nếu một phần mềm chống phần mềm độc hại theo yêu cầu khác cũng đang chạy trên máy tính.
Malwarebytes có sẵn ở cả phiên bản miễn phí và trả phí. Phiên bản miễn phí có thể được người dùng chạy thủ công khi muốn, trong khi phiên bản trả phí có thể thực hiện quét theo lịch trình, tự động quét tệp khi mở, chặn địa chỉ IP của các trang web độc hại và chỉ quét các dịch vụ, chương trình và trình điều khiển thiết bị hiện có trong đó sử dụng.
Vào ngày 8 tháng 12 năm 2016, Malwarebytes Inc. đã phát hành phiên bản 3.0 cho công chúng. Điều này bao gồm bảo vệ chống phần mềm độc hại, ransomware, tìm kiếm và chặn các trang web độc hại.

## Tiếp nhận
PC World Preston Gralla đã viết rằng "Sử dụng Malwarebytes Anti-Malware là chính sự đơn giản".
CNET năm 2008 đã trích dẫn phần mềm Malwarebytes là hữu ích để chống lại phần mềm độc hại MS Antivirus và cũng trao tặng nó danh hiệu "Sự lựa chọn của biên tập viên" tháng 4 năm 2009, cùng với 25 ứng dụng máy tính khác.
Mark Gibbs of Network World đã cho Malwarebytes Anti-Malware 4 sao vào ngày 5 tháng 1 năm 2009 và viết rằng "Nó thực hiện công việc rất tốt và chỉ thiếu một lời giải thích chi tiết về những gì nó đã tìm thấy khiến nó không thể đạt được tối đa 5 sao trên 5 sao".
PC Magazine đã cho Malwarebytes Anti-Malware 3,5 sao vào ngày 5 tháng 5 năm 2010, nói rằng mặc dù nó rất tốt trong việc loại bỏ phần mềm độc hại và phần mềm gián điệp, nhưng nó đã thất bại trong việc loại bỏ keylogger và rootkit. Tuy nhiên, phiên bản miễn phí có 4,5 sao trên 5 và giải thưởng Lựa chọn của Biên tập viên cho phần mềm chống vi-rút chỉ loại bỏ phiên bản miễn phí trong năm 2013-4.

## Tranh chấp với IObit
Vào ngày 2 tháng 11 năm 2009, Malwarebytes đã cáo buộc đối thủ IObit đến từ Trung Quốc đã kết hợp cơ sở dữ liệu của Malwarebytes Anti-Malware (và một số sản phẩm từ các nhà cung cấp khác, không được nêu tên) vào phần mềm bảo mật IObit Security 360. IObit đã bác bỏ cáo buộc này và tuyên bố rằng cơ sở dữ liệu của họ dựa trên nội dung thông tin các mẫu vi rút gửi đến của người dùng và đôi khi cùng tên mẫu vi rút do Malwarebytes tạo ra trong kết quả quét bởi phần mềm của họ. Họ nói rằng họ không có thời gian để lọc ra các tên mẫu virut tương tự như cơ sở dữ liệu của Malwarebytes. IObit cũng tuyên bố rằng Malwarebytes không có bằng chứng thuyết phục và hứa rằng cơ sở dữ liệu của họ không bị đánh cắp. Sau tuyên bố từ IObit, Malwarebytes trả lời rằng họ không bị thuyết phục bởi lập luận từ IObit. Malwarebytes tuyên bố đã thông báo vi phạm DMCA đối với CNET, Download.com và Majorgeek để yêu cầu các trang web tải xuống gỡ bỏ phần mềm IObit. IObit cho biết kể từ phiên bản 1.3, cơ sở dữ liệu của họ đã được cập nhật để giải quyết những cáo buộc về hành vi trộm cắp tài sản trí tuệ được tuyên bố trước đó bởi Malwarebytes.